# Brickellia glabrata
Brickellia glabrata là một loài thực vật có hoa trong họ Cúc. Loài này được (Rose) B.L.Rob. mô tả khoa học đầu tiên năm 1917.